# Rhodoneura bullita
Rhodoneura bullita är en fjärilsart som beskrevs av George Francis Hampson 1906. Rhodoneura bullita ingår i släktet Rhodoneura och familjen Thyrididae. Inga underarter finns listade i Catalogue of Life.